# De fem ordförandenas rapport
De fem ordförandenas rapport: Färdigställandet av EU:s ekonomiska och monetära union, är en rapport om utvecklandet av Ekonomiska och monetära unionen (EMU) från 2015. Den togs fram av Europeiska kommissionens ordförande Jean-Claude Juncker i nära samarbete med Europeiska rådets ordförande Donald Tusk, Eurogruppens ordförande Jeroen Dijsselbloem, Europeiska centralbankens ordförande Mario Draghi samt Europaparlamentets talman Martin Schulz, tillsammans kända som de fem ordförandena. Den ligger till grund för många av de förslag kring ekonomisk och finansiell politik som har antagits eller planeras antas fram till 2025.
I rapporten återfinns en rad förslag på hur EMU bör utvecklas fram till 2025, bland annat med förslag om ett fulländande av bankunionen, förstärkt budgetsamarbete och inkorporering av Europeiska stabilitetsmekanismen och fördraget om stabilitet, samordning och styrning i unionsrätten.